# Caridina kunmingensis
Caridina kunmingensis is een garnalensoort uit de familie van de Atyidae. De wetenschappelijke naam van de soort is voor het eerst geldig gepubliceerd in 2001 door Z.-Z. Wang & Liang.